# Pilot Rock
Pilot Rock is een plaats (city) in de Amerikaanse staat Oregon, en valt bestuurlijk gezien onder Umatilla County.

## Demografie
Bij de volkstelling in 2000 werd het aantal inwoners vastgesteld op 1532. In 2006 is het aantal inwoners door het United States Census Bureau geschat op 1514, een daling van 18 (-1,2%).

## Geografie
Volgens het United States Census Bureau beslaat de plaats een oppervlakte van 2,0 km², geheel bestaande uit land. Pilot Rock ligt op ongeveer 519 m boven zeeniveau.

## Plaatsen in de nabije omgeving
De onderstaande figuur toont nabijgelegen plaatsen in een straal van 24 km rond Pilot Rock.